# Digenethle costata
Digenethle costata är en skalbaggsart som beskrevs av Allard 1995. Digenethle costata ingår i släktet Digenethle och familjen Cetoniidae. Inga underarter finns listade i Catalogue of Life.